# Andoharano monodi
Andoharano monodi är en spindelart som beskrevs av Charles Valentin Alexandre Legendre 1971. Andoharano monodi ingår i släktet Andoharano och familjen Filistatidae.
Artens utbredningsområde är Madagaskar. Inga underarter finns listade i Catalogue of Life.